# Alcippe à tête marron
Schoeniparus castaneceps
Espèce
Statut de conservation UICN

 LC  : Préoccupation mineure
L'Alcippe à tête marron (Schoeniparus castaneceps) est une espèce d'oiseaux passereaux de la famille des Pellorneidae.
Cet oiseau vit en Indochine et régions avoisinantes.